# 10399 Nishiharima
10399 Nishiharima (1997 UZ8) là một tiểu hành tinh vành đai chính được phát hiện ngày 29 tháng 10 năm 1997 bởi T. Kobayashi ở Oizumi.